# Aphodius lusingae
Aphodius lusingae là một loài bọ cánh cứng trong họ Scarabaeidae. Loài này được Paulian miêu tả khoa học năm 1954.